# Сун Јат Сен
Сун Јат Сен (Џунгшан, 12. новембар 1866 — Пекинг, 12. март 1925) био је кинески политичар и револуционар, први председник Републике Кине. Као један од предводника идеје о Републици Кини, Сун Јат Сен се у тој земљи често назива „Отац домовине“. Сун Јат Сен је такође имао веома важну улогу у свргавању династије Ћинг у октобру 1911. Тај догађај је означио крај царске Кине. Године 1912. постаје први председник Републике Кине, а убрзо оснива и Куоминтанг, заједно са Сонгом Ђиаореном, тако да постаје његов први председник. Сун је био један од ујединитеља постимперијалне Кине и један је од ретких кинеских политичара 20. века кога једнако цене и у НР Кини и на Тајвану.
Међутим, иако се Сун сматра једним од највећих политичара модерне Кине, његов политички живот је био обележен сталним сукобима и честим егзилима. Убрзо након револуционарног успеха он губи моћ у Тајвану, па зато формира и води неколико револуционарних влада како би се одупро ратним вођама који су контролисали већину нације. Сун није доживео да види како његова странка консолидује своју моћ у целој земљи. Његова странка, која је била у слабом савезу са комунистима, се распала на две фракције након његове смрти. Највећа Сунова заоставштина данас је његова политичка филозофија позната као Три народна начела. Сун Јат Сен је умро 12. марта 1925. од рака јетре.
Најзначајнији Сунов допринос је у његовом развоју политичке филозофије познате као Три принципа човечанства: национализам (неетничка, независност од империјалистичке доминације), демократија, и људско издржавање (слободна трговина и модерна пореска реформа).

## Имена
Сун је рођен као Суен Вен (кантонски: Syūn Màhn; 孫文), а његова генеалошко име је било Суен Деминг (Syūn Dāk-mìhng; 孫德明). Као дете, његов надимак је био Тај Цеунг (Дај-жеухнг; 帝象). Суново стилско име је било Цајџи (Jai-jī; 載之), а његово крштено име је било Жисин (Yaht-sān; 日新). Док је похађао школу у Хонгконгу он је имао уметничко име Јат-Сен. Суен Џунгшан (孫中山), најпопуларније од његових кинеских имена, је изведено из његовог јапанског имена Nakayama Shō (中山樵), псеудонима који му је дао Тотен Мијазак док се крио у Јапану.

## Младост

### Место рођења, Детињство и младост
Сун Јат Сен је рођен 12. новембра 1866. од оца Суна Даченга и мајке Мадаме Јанг. Његово место рођења је село Цуејхенг, Сјангшан округ (сад град Џунгшан), Гуангдунг. Он је имао Хака (са коренима у Циђин, Хејуен, Гуангдунг) и кантонску културну позадину. Његов отац је имао веома мало земље и радио је као кројач у Макау, и као калфа и носач. Након завршетка основног образовања, преселио се у Хонолулу у Краљевству Хаваји, где је живео угодан живот умерено богате класе уз подршку свог старијег брата Суна Меја.

### Године образовања
У својој десетој години живота, Сун Јат Сен је почео да похађа школу, и упознао је свог пријатеља из детињства Лу Хаодонга. У својој тринаестој години, 1878, након што је провео неколико година у локалној школи, Сун је отишао да живи са својим старијим братом, Суном Мејом (孫眉) у Хонолулуу. Сун Меј је финансирао Сун Јат Сеново образовање и касније је био један од главних доприносилаца рушењу Манџураца.
Током његовог боравка у Хонолулуу, Сун Јат Сен је похађао Иолани школу где је студирао енглески, британску историју, математику, науку и хришћанство. Мада он у почетку није могао да говори енглески, Сун Јат Сен је брзо научио језик и добио је награду за академско остварење од краља Дејвида Калакауе пре завршетка школовања 1882. године. Он је затим похађао Оаху колеџ (у данашње време познат као Пунахоу школа) током једног семестра. Године 1883. он је био послат кући у Кину, јер је његов брат био забринут да је Сун Јат Сен почео да прихваћа хришћанство.
Кад се вратио у Кину 1883. у својој седамнаестој години, Сун се поново срео са својим пријатељом из детињства Лу Хаодонгом у Бејђидјену (北極殿), храму села Цуејхенг. Они су видели како многи сељани обожавају Вејђија (дословно северни пол) цара-бога у храму, и били су незадовољни њиховим античким методама лечења. Они су разбили кип, изазивајући гнев сељана, те су побегли у Хонгконг. Док је боравио у Хонгконгу 1883. године он је студирао при Диосесанској школи за дечаке, а од 1884. до 1886. он је похађао Владину централну школу.
Године 1886. Сун је студирао медицину у Гуангџоу Бођи болници под управом хришћанског мисионара Џона Ф. Кера. На крају, добио је дозволу за хришћанску праксу као лекар од Хонгконшког колеџа медицине за Кинезе (претходника Универзитета у Хонгконгу) 1892. године. Вредно је помена, да од његове класе са 12 ученика, Сун је био један од двојице који су дипломирали.

## Верски погледи и хришћанско крштење
У раним 1880-тим, Сун Меј је послао свог брата у Иолани школу, која је била под надзором британских англиканаца и којом је управљао англикански прелат са именом Алфред Вилис. Језик наставе био је енглески. Мада је бискуп Вилис наглашавао да нико није био присиљаван да прихвати хришћанство, од студената је захтевано да недељом присуствују миси. У Иолани школи, млади Сун Вен је први пут дошао у контакт са хришћанством, и оно је на њега оставило дубок утисак. Шрифин пише да је хришћанство имало велики утицај на читав Сунов будући политички живот.
Сун је касније био крштен у Хонгконгу (4. маја 1884) посредством Ч. Р. Хагера, једног америчког мисионара Конгрегацијске цркве Сједињених Држава, уз свесрдни презир његовог брата. Овај свештеник је исто тако постао Сунов пријатељ. Сун је редовно ишао у Дуо Цаи цркву (道濟會堂), коју је основало Лондонско мисионарско друштво 1888. године, док је студирао западну медицину у Хонгконшком колеџу медицине за Кинезе. Сун је замишљао револуцију која би била слична мисији спасења хришћанске цркве. Његова конверзија у хришћанство је била повезана са његовим револуционим идеалима и иницијативом за напредак.
Године 1924. Љао Чунгџен, проминентни и утицајни владин званичник тог периода, организовао је састанак између Суна и Марте Рут, познатог новинара и путујућег наставника Бахаи вере у касном 19. и раном 20. веку. Током тог сусрета Сун је дошао у контакт са учењима Бахаи вере, изражавајући захвалност за њихове напоре и проглашавајући их „веома релевантним за потребе Кине”.

## Трансформација у револуционара

### Четири бандита
Током побуне из периода династије Ћинг око 1888, Сун је боравио у Хонгконгу са групом револуционарних мислилаца којима је био дат надимак Четири бандита на Хонгконшком колеџу медицине за Кинезе. Сун, који је постајао све више фрустриран са конзервативном Ћинг владом и њеним одбијањем да прихвати знање из технолошки напредних западних земаља, напустио је своју медицинску праксу како би посветио своје време трансформацији Кине.

### Оживљавање кинеског дружтва
Године 1891, Сун се се сусрео са револуционарним пријатељима у Хонгконгу укључујући Јеунг Ку-вана који је био лидер и оснивач Фуженског књижевног друштва. Ова група је ширила идеју рушења Ћинга. Године 1894, Сун је написао 8.000 знакова дугу петицију Ћинг поткраљу Ли Хунгџангу представљајући своје идеје за модернизацију Кине. Он је путовао у Тјенцин да лично уручи своју петицију Лију али му није била одобрена аудијенција. Након овог искуства, Сун се неопозиво окренуо револуцији. Он је напустио Кину и отишао на Хаваје, где је основао Друштво за оживљавање Кине, које је било посвећено револуционисању кинеског просперитета. Припадници су били углавном кинески исељеници, посебно из ниже друштвене класе. Истог месеца 1894. године Фуженско књижевно друштво је било спојено са хонгкошким оделом Друштва за оживљавање Кине. Након тога, Сун је постао секретар новоформираног Друштва за оживљавање Кине, којим је председавао Јеунг Ку-ван. Они су прикривали су своје активности у Хонгконгу у виду вођења посла под именом „Куен Ханг клуб”‍:90 (乾亨行).

## Радови
- Оквир националне реконструкције/Ђијен Куо Та Кан (1918)
- Основе националне реконструкције/Ђенгуо фанглуе (1924)
- Принцип национализма (1953)